# Звонкий ретрофлексный сибилянт
Звонкий ретрофлексный сибилянт — согласный звук, который присутствует в некоторых языках (например, в русском: [ж]).

## Свойства
- Способ образования — свистящий фрикативный, что значит, что воздушная струя должна быть выпущена через узкий канал, вызывая высокочастотное дрожание.
- По месту образования согласная ретрофлексная, что значит, что звук производится с немного загнутым кончиком языка, или что согласная постальвеолярная, но без палатализации. То есть, кроме собственно произношения с загнутым кончиком языка, контакт может быть также апикальным (с заострённым кончиком) и ламинальным (плоским).
- Звук звонкий, что значит, что при его произношении голосовые связки вибрируют.
- Это оральная согласная, что означает, что звук проходит только через рот.
- Согласная центральная, то есть воздушная струя проходит по центру языка, а не по бокам.
- Механизм образования воздушной струи — лёгочный экспираторный, что значит, что звук производится выталкиванием воздуха из лёгких через речевой тракт, а не через голосовую щель или рот.

## Транскрипция
Его символ в международном фонетическом алфавите — ʐ, а его эквивалент в системе X-SAMPA — z`. Как и у всех ретрофлексных согласных, его символ в МФА получен путём прибавления «ретрофлексного крюка» к правому концу символа соответствующей альвеолярной согласной, в данном случае z.
В некоторых азиатских языках и их системах транскрипции часто обозначается буквой r. В славянских языках может обозначаться как ż, ž и rz. В кириллических алфавитах, как правило, обозначается буквой ж.

## Примеры
В транскрипциях для различия между апикальными [ʐ̺] и ламинальными согласными [ʐ̻] может использоваться диакритика.
| Язык        | Язык             | Слово  | МФА                 | Значение    | Примечания                                                                                 |
| ----------- | ---------------- | ------ | ------------------- | ----------- | ------------------------------------------------------------------------------------------ |
| Абхазский   | Абхазский        | абжа   | [ˈabʐa]             | «половина»  | См. Абхазская фонология                                                                    |
| Вьетнамский | Южные диалекты   | rô     | [ʐo]                | «брильянты» | См. Вьетнамская фонология                                                                  |
| Лолойский   | Лолойский        | ꏜ/ry  | [ʐ ͡ɨ˧]              | «трава»     |                                                                                            |
| Китайский   | Севернокитайский | 肉/ròu | [ʐou̯˥˩]             | «мясо»      | Может также быть ретрофлексным аппроксимантом ([ɻ]). См. Фонология севернокитайского языка |
| Пушту       | южные диалекты   | ږمونځ  | [ʐmund͡z]            | «гребень»   |                                                                                            |
| Польский    | Польский         | żona   | МФА: [ˈʐ̠ɔn̪a]о файле | «жена»      | Также может передаваться диграфом /rz/. См. Польская фонология                             |
| Русский     | Русский          | кожа   | [ˈkoʐə]             | —           | См. Русская фонология                                                                      |
| Словацкий   | Словацкий        | žabka  | [ˈʐapka]            | «лягушка»   |                                                                                            |
| Торвали     | Торвали          | ?      | [ʂuʐ]               | «прямо»     |                                                                                            |
| Убыхский    | Убыхский         | [ʐa]   | [ʐa]                | «дрова»     | См. Убыхская фонология                                                                     |
| Чувашский   | Чувашский        | Ташă   | ['tаʐə]             | «танец»     |                                                                                            |